# Brijesta
Brijesta je naselje u Republici Hrvatskoj u sastavu Općine Ston, Dubrovačko-neretvanska županija. 

## Stanovništvo
Pri popisu stanovništva 2001. godine naselje je imalo 78 stanovnika te 29 obiteljskih kućanstava.
| broj stanovnika | 162   | 183   | 203   | 216   | 259   | 262   | 232   | 214   | 224   | 220   | 195   | 155   | 127   | 130   | 78    | 58    | 165   |
|                 | 1857. | 1869. | 1880. | 1890. | 1900. | 1910. | 1921. | 1931. | 1948. | 1953. | 1961. | 1971. | 1981. | 1991. | 2001. | 2011. | 2021. |

## Gospodarstvo
Gospodarstvo Brijeste se zasniva na turizmu, poljodjelstvu te ribarstvu. Mjesto je postalo poznato po gradnji Pelješkog mosta jer će kroz Brijestu biti spojna cesta koja će mostom voditi na drugu obalu Malostonskog zaljeva do mjesta Komarna. 

## Galerija
- Crkva sv. Ilije i Liberana
- Uzagajalište školjaka